# Ziółkowo (województwo podlaskie)
Ziółkowo – wieś w Polsce położona w województwie podlaskim, w powiecie suwalskim, w gminie Raczki.
| SIMC    | Nazwa          | Rodzaj    |
| ------- | -------------- | --------- |
| 1013341 | Druga Linia    | część wsi |
| 1013594 | Pierwsza Linia | część wsi |

W latach 1975–1998 miejscowość należała administracyjnie do województwa suwalskiego.